# Amiralitetslord
Amiralitetslord (Lord of the Admiralty) är titeln för de sex fullmäktige i en permanent kommitté i de brittiska amiralitetet (Board of Admiralty), som har högsta ledningen över det brittiska sjöförsvaret. Marinministern (First Lord of the Admiralty: avskaffad 1964), vanligtvis en politiker, är ordförande i kommittén.